# Microjanira dentifrons
Microjanira dentifrons là một loài chân đều trong họ Janiridae. Loài này được Schiecke & Fresi miêu tả khoa học năm 1970.